# Administrativní dělení Panamy

Provincie a indiánské komarky Panamy

Panama je z mezinárodního hlediska unitární stát. Administrativně je rozdělena na:
- 10 provincií
  - pod správu provincie Darién patří i comarca Wargandí
  - pod správu provincie Panamá patří i comarca Madugandí
- 4 comarcas indígenas (v češtině lze tento výraz přeložit jako kraj nebo okres), které jsou administrativně na stejné úrovni jako provincie. Nejnovější z nich (Naso Tjër Di) byla ustanovena v prosinci 2020.

Panamské „comarcas indígenas“ jsou území, kde podstatnou část obyvatelstva tvoří původní indiánské kmeny.

## Přehled území
| Provincie nebo comarca | Hlavní město         | Rozloha (km²) | Obyvatelstvo (rok 2019) |
| ---------------------- | -------------------- | ------------- | ----------------------- |
| Bocas del Toro         | Bocas del Toro       | 3 051,04      | 175 121                 |
| Chiriquí               | David                | 6 490,9       | 462 056                 |
| Coclé                  | Penonomé             | 4 946,6       | 25 149                  |
| Colón                  | Colón                | 4 575,5       | 294 060                 |
| Darién                 | La Palma             | 11 892,5      | 57 143                  |
| Herrera                | Chitré               | 2 362,0       | 118 865                 |
| Los Santos             | Las Tablas           | 3 809,4       | 95 540                  |
| Panamá                 | Panamá               | 8 409,3       | 1 626 374               |
| Veraguas               | Santiago de Veraguas | 10 587,5      | 247 644                 |
| Západní Panamá         | La Chorrera          | 2 880,0       | 598 514                 |
| Emberá-Wounaan         | Unión Chocó          | 4 393,9       | 12 773                  |
| Guna Yala              | El Porvenir          | 2 358,2       | 46 267                  |
| Ngöbe-Buglé            | Chichica             | 6 814,2       | 219 302                 |
| Naso Tjër Di           | Sieyic               | 1 606,16      | ?                       |
| Panama                 |                      | 74 177,3      | 4 218 808               |